# 龐𥼴氏
庞𥼴氏（?—?），战国时期鲁国人。
韩非说鲁穆公问子思：“我听说庞𥼴氏之子不孝，他的行为怎样？”子思回答：“君子重贤人以崇尚道德，提倡善事而为民众作表率。至于过错，那是小人才会记住的，我不知道。”子思走后，子服厉伯进见，穆公问他庞𥼴氏孩子的劣行，子服厉伯回答他的三条过错，都是鲁穆公没听说的。从此以后，鲁穆公看重子思而看轻子服厉伯。韩非认为这种风俗，是鲁国君主被季孙氏胁持得原因。